# Bestuurlijke indeling van Shanghai

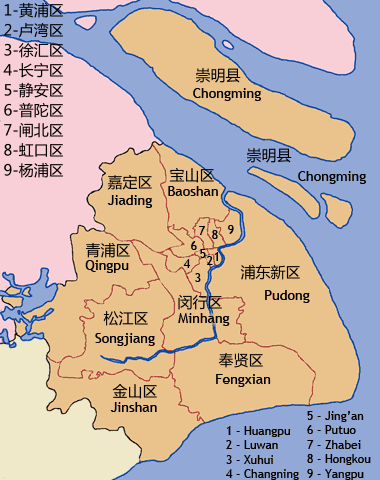
De districten en het county van Shanghai; de nummers 1-9 staan gezamenlijk bekend als Puxi

De stad Shanghai wordt bestuurlijk ingedeeld als een Chinese (stads)provincie. De stad bestaat uit 18 stadsdelen, die weer onderverdeeld zijn in 17 districten en 1 county. Er bestaat geen enkelvoudig binnenstaddistrict in Shanghai, de binnenstad is verspreid over 9 districten, die gezamenlijk worden aangeduid met Puxi (letterlijk: westbank). Bekende gebieden als de Bund en Hongqiao liggen op die westelijke oever. Het gemeentehuis en andere overheidsgebouwen liggen vrijwel allemaal in het district Huangpu, waar ook de bekende winkelstraat Nanjing Road ligt.
Hieronder de indeling van Shanghai in 17 districten en 1 county op een map:  rood is Puxi,  blauw zijn de districten van de voorsteden,  groen zijn de districten van de verder afgelegen satellietsteden, en  geel zijn de eilanden in de monding van de Yangtze die samen de county Chongming vormen.

## Puxi
| District                 | Bevolking (2000 census) | Oppervlakte (km²) | Bevolkingsdichtheid (inw/km²) |
| ------------------------ | ----------------------- | ----------------- | ----------------------------- |
| Huangpu (Huángpǔ Qū)     | 574.500                 | 12,41             | 46.293                        |
| Luwan (Lúwān Qū)         | 328.900                 | 8,02              | 41.010                        |
| Xuhui (Xúhuì Qū)         | 1.064.600               | 54,76             | 19.441                        |
| Changning (Chángníng Qū) | 702.200                 | 38,30             | 18.334                        |
| Jing'an (Jìng'ān Qū)     | 305.400                 | 7,62              | 40.079                        |
| Putuo (Pǔtuó Qū)         | 1.051.700               | 54,83             | 19.181                        |
| Zhabei (Zháběi Qū)       | 798.600                 | 29,26             | 27.293                        |
| Hongkou (Hóngkǒu Qū)     | 860.700                 | 23,48             | 36.657                        |
| Yangpu (Yángpǔ Qū)       | 1.243.800               | 60,73             | 20.481                        |
| Puxi                     | 6.930.400               | 289,41            | 24.616                        |

Puxi wordt ook wel aangeduid met Shanghai Proper of het stadscentrum.

## Voorsteden en Pudong

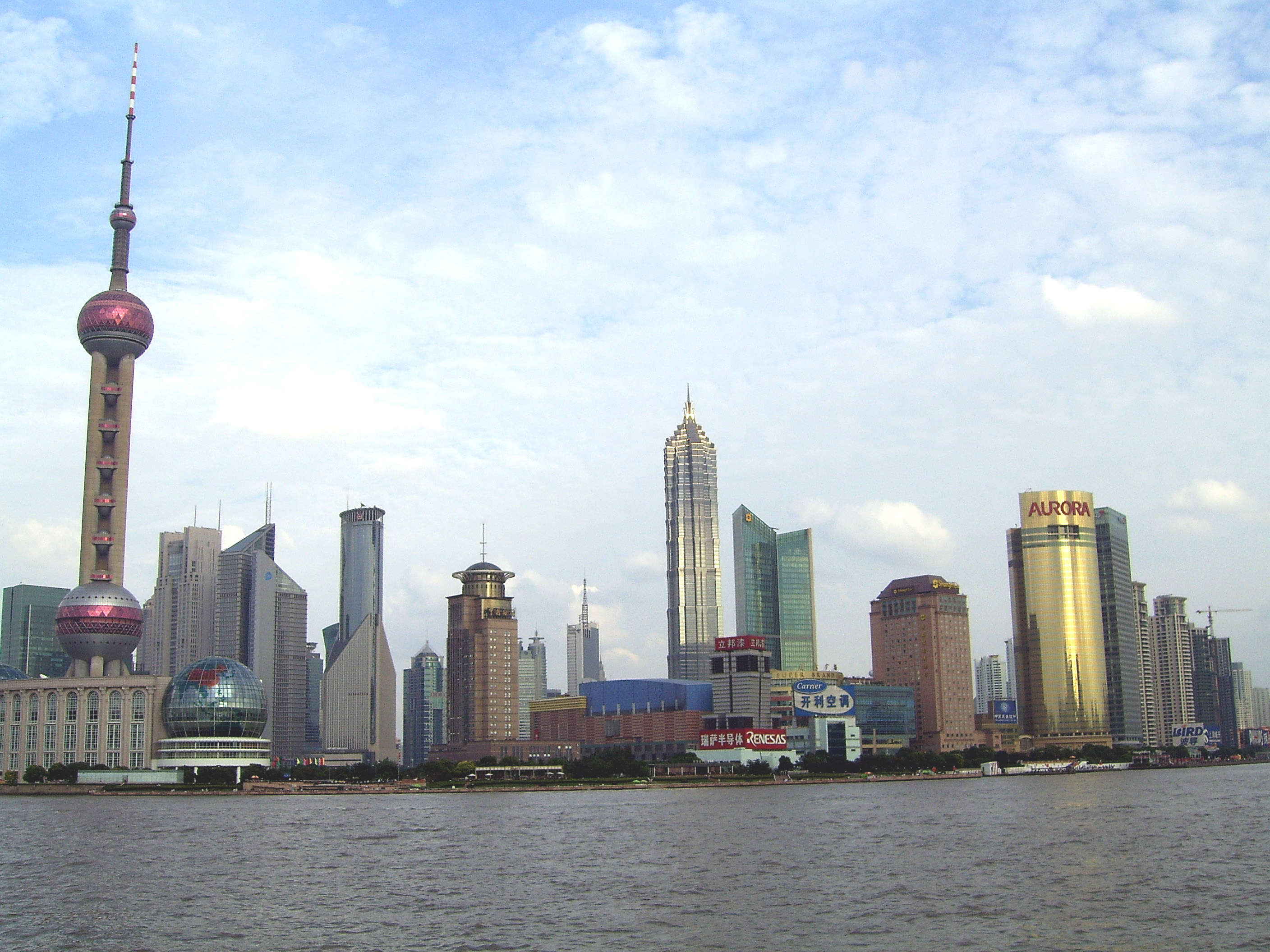
Het district Pudong (oostelijke oever) van Shanghai

De 4 onderstaande districten besturen de binnenste voorsteden:
| District | Bevolking (2000 census) | Oppervlakte (km²) | Bevolkingsdichtheid (inw/km²) |
| --- | ----------------------- | ----------------- | ----------------------------- |
| Pudong New District (Pǔdōng Xīn Qū) heette Chuansha County tot 1992 Sinds 2009 uitgebreid met het voormalig Nanhui district (Nánhuì Qū) heette Nanhui County tot 2001 | 3,187,400               | 1,210.41          | 2,633                         |
| Baoshan (Bǎoshān Qū) was Baoshan County tot 1988 | 1,228,000               | 415.27            | 2,957                         |
| Minhang (Mǐnháng Qū) heette Shanghai County tot 1992 | 1,217,300               | 371.68            | 3,275                         |
| Jiading (Jiādìng Qū) was Jiading County tot 1992 | 753,100                 | 458.80            | 1,641                         |
| Binnenste voorsteden | 6,385,800               | 2,456.16          | 2,600                         |

Vier districten besturen de satellietsteden ("Buitenste voorsteden") die verder weg van het centrum liggen:
| District                                                   | Bevolking (2000 census) | Oppervlak (km²) | Bevolkingsdichtheid (inw/km²) |
| ---------------------------------------------------------- | ----------------------- | --------------- | ----------------------------- |
| Jinshan (金山区 Jīnshān Qū) was Jinshan County tot 1997    | 580,400                 | 586.05          | 990                           |
| Songjiang (Sōngjiāng Qū) heette Songjiang County tot 1998  | 641,100                 | 604.71          | 1,060                         |
| Qingpu (青浦区 Qīngpǔ Qū) was Qingpu County tot 1999       | 595,900                 | 675.54          | 882                           |
| Fengxian (奉贤区 Fèngxián Qū) was Fengxian County tot 2001 | 624,300                 | 687.39          | 908                           |
| Buitenste voorsteden                                       | 2,441,700               | 2,553.69        | 956                           |

Het enige county wat thans binnen de stadsprovincie nog bestaat is Chongming (Chóngmíng Xiàn) op drie eilanden, het gelijknamige en grootste eiland en Changxing en Hengsha eiland. In 2000 kende het een bevolking van 649.800 inwoners op een gebied van 1.411 km². De bevolkingsdichtheid op de eilanden kwam hiermee op 461 inwoners per vierkante kilometer.